# Ліски (Коростенський район)
Ліски́ —  село в Україні, в Коростенському районі Житомирської області. Входить до складу Олевської міської громади. Населення становить 105 осіб.

## Географія
У селі річка Немильня впадає у річку Зольню, ліву притоку Уборті.

## Населення
Згідно з переписом УРСР 1989 року чисельність наявного населення села становила 111 осіб, з яких 52 чоловіки та 59 жінок.
За переписом населення України 2001 року в селі мешкало 107 осіб. 100 % населення вказало своєю рідною мовою українську мову.